# Johann Georg Halske

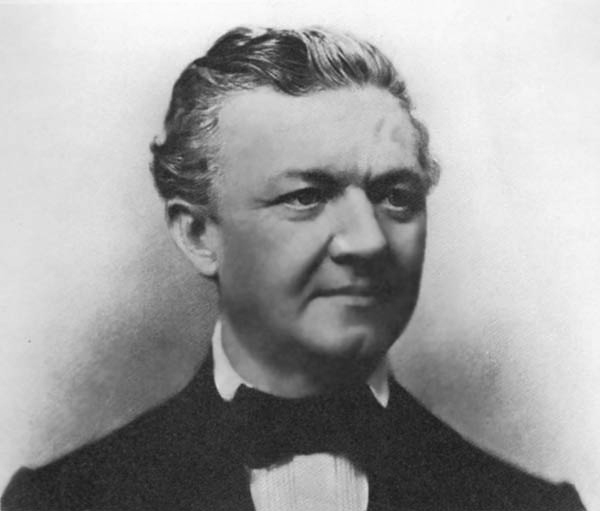
Johann Georg Halske

Johann Georg Halske (Hamburg, 30 juli 1814 - Berlijn, 18 maart 1890) was een Duits werktuigbouwkundige en ondernemer.

## Levensloop
Halske was de zoon van Johann Heinrich Halske, een suikerhandelaar en honorair gemeenteraadslid. Van 1825 tot 1828 was hij leerling van het Berlijnse Gymnasium Zum Grauen Kloster. In 1828 verliet hij deze school, ging voor korte tijd bij de machinebouwer Schneggenburger in de leer en kwam daarna in de werkplaats van de fijnmechanicus Wilhelm Hirschmann. Na zijn leertijd werkte hij bij verscheidene bedrijven in de fijnmechanica, als laatste bij de bekende Hamburgse werktuigbouwkundige Repsold.
Hij keerde in 1843 terug naar Berlijn en startte een jaar later met F.M. Boetticher een werkplaats voor de bouw van chemische en mechanische apparaten. Op een ledenlijst van het in 1845 opgerichte natuurkundig genootschap (Berliner Physikalische Gesellschaft) te Berlijn wordt de naam van de werktuigkundige J.G. Halske genoemd naast bekende namen als Hermann Helmholtz, Emil H. du Bois-Reymond, Rudolf Virchow en Werner von Siemens.
In 1846 kwam Siemens bij Halske & Boetticher met 'zijn' wijzertelegraaf. Het jaar daarop verliet Halske zijn compagnon en richtte zich volledig op de bouw van Siemens' telegraaf. Op 1 oktober 1847 stichtte hij samen met Werner von Siemens het bedrijf Telegraphen Bauanstalt von Siemens & Halske in Berlijn.
Halske hield zich hoofdzakelijk bezig met de bouw en het ontwerp van elektrotechnisch apparatuur, zoals een pers waarmee elektriciteitsdraad werd voorzien van een naadloze ommanteling van guttapercha isolatie, de wijzer- en morsetelegraaf en meetinstrumenten. In 1867 trok Halske zich wegens meningsverschillen met de gebroeders Siemens terug uit het bedrijf, gaf zich over aan zijn rol van Berlijns gemeenteraadslid en aan de bouw van het Museum voor Kunstnijverheid.
Hij bleef tot aan zijn dood, in 1890, bevriend met Werner von Siemens. Ook na zijn vertrek bleef Halske betrokken bij het bedrijf dat hij medeopgericht had, bijvoorbeeld door het financieel ondersteunen van het in 1872 opgerichte Siemens pensioenfonds.
Halske huwde in 1846 met Henriette Friederike Schmidt. Uit dit huwelijk werden twee zonen en twee dochters geboren.